# 疏花木犀榄
疏花木犀榄（学名：Olea laxiflora）为木犀科木犀榄属下的一个种。

## 扩展阅读
維基物種上的相關：疏花木犀榄